# 羽黒神社 (長岡市小貫)
羽黒神社（はぐろじんじゃ）は、新潟県長岡市小貫にある神社である。当地の有力者である外山家が1731年（享保12年）に創立したと伝えられる。境内にはアサヒビールや阪神電気鉄道創業者である外山脩造の顕彰碑が立つ。

## 伝承
源義経の家臣、佐藤継信、忠信兄弟の母である乙和御前が両名の戦死に悲しむ中、越後の地に出羽三山の羽黒権現を祀るようお告げがあり、創立したという言い伝えがある。ちなみに新潟県出雲崎町には、兄弟が没した京都と屋島を訪ねて弔う道すがら、御前が同地に庵を結んだことに端を発するおけさ節発祥の伝が残る。

## 現地情報
交通アクセス
最寄バス停 - 越後交通 小貫 (路線によりバス停の位置が異なる）
- 快速 長岡駅前=桑探峠=栃尾
- 急行 長岡駅前=見附=栃尾（小貫経由）